# Angeliño
José Ángel Esmorís Tasende (phát âm tiếng Tây Ban Nha: [xoˈse ˈaŋxel ezmoˈɾis taˈsende]; sinh ngày 4 tháng 1 năm 1997), thường được gọi là Angeliño [aŋxeˈliɲo], là một cầu thủ bóng đá người Tây Ban Nha thi đấu ở vị trí hậu vệ trái cho câu lạc bộ Roma.

## Sự nghiệp cấp câu lạc bộ
Sinh ra ở Coristanco, A Coruña, Galicia, Angeliño đã tham gia đội trẻ của Deportivo de La Coruña vào năm 2007 lúc 10 tuổi, sau khi đã trải qua đội trẻ Luis Calvo Sanz de Carballo trước đó. Anh đã trải qua 6 năm tại hệ thống trẻ của Dépor, được Barcelona và Real Madrid chú ý do màn trình diễn ấn tượng của anh ấy.

### Manchester City
Ngày 08 tháng 7 năm 2012 Angeliño đã ký hợp đồng 4 năm với Manchester City, có hiệu lực vào tháng 01 năm sau. Ban đầu được đưa vào đội U-18, tuy nhiên anh cũng xuất hiện thường xuyên tại đội U-23, ở độ tuổi chỉ là 16.
Ngày 02 tháng 12 năm 2014, Angeliño có mặt trong thành phần dự bị, tuy nhiên không được vào sân trong chiến thắng 4-1 trên sân khách của Man City trước Sunderland.
Ngày 30 tháng 01 năm 2016, Angeliño đã ra mắt đội một trong chiến thắng 4-0 trên sân khách trước Aston Villa, vào phút thứ 81 để thay thế Gaël Clichy ở FA Cup.

#### New York City (cho mượn)
Được cho New York City mượn vào năm 2015, Angeliño đã ra mắt New York City vào ngày 12 tháng 7 năm 2015 trong trận hòa 4-4 với Toronto FC. Angeliño vào sân thay Kwame Watson-Siriboe ở phút thứ 46 và chơi toàn bộ hiệp 2 của trận đấu. Anh đã có cuộc phỏng vấn đầu tiên cho câu lạc bộ vào ngày 16 tháng 7 năm 2015. Anh được đá chính lần đầu trong trận thua 1-0 trước New England Revolution, chơi trọn 90 phút.

#### 2016-2017
Angeliño đá trận đầu tiên mùa giải 2016-17 và ra mắt Champions League vào ngày 24 tháng 8, sau khi vào sân thay người trong chiến thắng 1-0 trước Steaua București. Trận tiếp theo của anh là vào ngày 21 tháng 9, trong chiến thắng 2-1 trước Swansea City ở EFL Cup.
Ngày 27 tháng 12, Angeliño được thông báo sẽ được cho Girona FC mượn từ ngày 01 tháng 01 đến cuối mùa giải. Ngày 31 tháng 01, dù chưa đá trận nào cho Girona, anh lại được cho RCD Mallorca mượn. Anh ra mắt vào ngày 05 tháng 02, vào sân thay người trong trận thua 2-1 trước Real Oviedo.

#### 2017-2018: NAC Breda
Ngày 4 tháng 7 năm 2017, Angeliño đã được cho NAC Breda mượn. Trong mùa giải 2017-2018 với NAC Breda, anh đã giành được 4 giải thưởng Rookie of the Month.

### PSV Eindhoven
Angeliño đã ký hợp đồng 5 năm với PSV Eindhoven vào ngày 15 tháng 6 năm 2018.

### Trở về Manchester City
Ngày 3 tháng 7 năm 2019, Manchester City đã kích hoạt điều khoản mua lại Angeliño.

## Thống kê sự nghiệp
Tính đến 2 tháng 12 năm 2024
| Câu lạc bộ              | Mùa giải            | Giải đấu            | Giải đấu | Giải đấu | Cúp quốc gia | Cúp quốc gia | Cúp liên đoàn | Cúp liên đoàn | Châu Âu | Châu Âu | Khác | Khác | Tổng cộng | Tổng cộng |
| Câu lạc bộ              | Mùa giải            | Hạng đấu            | Trận     | Bàn      | Trận         | Bàn          | Trận          | Bàn           | Trận    | Bàn     | Trận | Bàn  | Trận      | Bàn       |
| ----------------------- | ------------------- | ------------------- | -------- | -------- | ------------ | ------------ | ------------- | ------------- | ------- | ------- | ---- | ---- | --------- | --------- |
| Manchester City         | 2014–15             | Premier League      | 0        | 0        | 0            | 0            | 0             | 0             | 0       | 0       | 0    | 0    | 0         | 0         |
| Manchester City         | 2015–16             | Premier League      | 0        | 0        | 1            | 0            | 0             | 0             | 0       | 0       | —    | —    | 1         | 0         |
| Manchester City         | 2016–17             | Premier League      | 0        | 0        | 0            | 0            | 1             | 0             | 1       | 0       | —    | —    | 2         | 0         |
| Manchester City         | Tổng cộng           | Tổng cộng           | 0        | 0        | 1            | 0            | 1             | 0             | 1       | 0       | 0    | 0    | 3         | 0         |
| New York City FC (mượn) | 2015                | Major League Soccer | 14       | 0        | 0            | 0            | 0             | 0             | —       | —       | —    | —    | 14        | 0         |
| Girona (mượn)           | 2016–17             | Segunda División    | 0        | 0        | 0            | 0            | —             | —             | —       | —       | —    | —    | 0         | 0         |
| Mallorca (mượn)         | 2016–17             | Segunda División    | 17       | 0        | 0            | 0            | —             | —             | —       | —       | —    | —    | 17        | 0         |
| NAC Breda (mượn)        | 2017–18             | Eredivisie          | 34       | 3        | 1            | 0            | —             | —             | —       | —       | —    | —    | 35        | 3         |
| PSV Eindhoven           | 2018–19             | Eredivisie          | 34       | 1        | 0            | 0            | —             | —             | 8       | 0       | 1    | 0    | 43        | 1         |
| Manchester City         | 2019–20             | Premier League      | 6        | 0        | 2            | 0            | 3             | 0             | 1       | 0       | 0    | 0    | 12        | 0         |
| RB Leipzig (mượn)       | 2019–20             | Bundesliga          | 13       | 1        | 1            | 0            | —             | —             | 4       | 0       | —    | —    | 18        | 1         |
| RB Leipzig (mượn)       | 2020–21             | Bundesliga          | 26       | 4        | 4            | 1            | —             | —             | 7       | 3       | —    | —    | 37        | 8         |
| RB Leipzig              | 2021–22             | Bundesliga          | 29       | 2        | 5            | 0            | —             | —             | 11      | 1       | —    | —    | 45        | 3         |
| RB Leipzig              | Tổng cộng           | Tổng cộng           | 68       | 7        | 10           | 1            | —             | —             | 22      | 4       | —    | —    | 100       | 12        |
| TSG Hoffenheim (mượn)   | 2022–23             | Bundesliga          | 33       | 0        | 2            | 1            | —             | —             | —       | —       | —    | —    | 35        | 1         |
| Galatasaray (mượn)      | 2023–24             | Süper Lig           | 8        | 0        | 0            | 0            | —             | —             | 11      | 1       | 0    | 0    | 19        | 1         |
| Roma (mượn)             | 2023–24             | Serie A             | 16       | 0        | —            | —            | —             | —             | 4       | 0       | —    | —    | 20        | 0         |
| Roma                    | 2024–25             | Serie A             | 14       | 0        | 0            | 0            | —             | —             | 5       | 0       | —    | —    | 19        | 0         |
| Roma                    | Tổng cộng           | Tổng cộng           | 30       | 0        | 0            | 0            | —             | —             | 9       | 0       | —    | —    | 39        | 0         |
| Tổng cộng sự nghiệp     | Tổng cộng sự nghiệp | Tổng cộng sự nghiệp | 244      | 11       | 16           | 2            | 4             | 0             | 52      | 5       | 1    | 0    | 317       | 18        |

1. ↑  Bao gồm FA Cup, KNVB Cup, DFB-Pokal
2. ↑  Bao gồm EFL Cup
3. 1 2 3 4 5 6  Số lần ra sân tại UEFA Champions League
4. ↑  Ra sân tại Johan Cruyff Shield
5. ↑  Năm lần ra sân tại UEFA Champions League, sáu lần ra sân và một bàn thắng taị UEFA Europa League
6. 1 2  Số lần ra sân tại UEFA Europa League

## Danh hiệu
Manchester City
- FA Community Shield: 2019[22]

RB Leipzig
- DFB-Pokal: 2021–22[23]

Cá nhân
- Cầu thủ xuất sắc nhất năm của Manchester City EDS: 2014-15 [24]
- Eredivisie - Tài năng của tháng: Tháng 9 năm 2017, Tháng 12 năm 2017, Tháng 2 năm 2018, Tháng 4 năm 2018, Tháng 9 năm 2018
- Eredivisie - Tài năng của năm: 2018-19 [25]
- Eredivisie - Đội hình tiêu biểu năm: 2017-18, 2018-19 [26]